# イオンモール新潟亀田インター
イオンモール新潟亀田インター（イオンモールにいがたかめだインター）は、新潟県新潟市江南区にあるイオンモールのショッピングセンター。所在地を明確化するため、2024年（令和6年）9月20日にイオンモール新潟南からイオンモール新潟亀田インターへ名称を変更した。
館内にイオンモールウォーキングのコースが設定されている。

## 概要
イオングループでは、新潟市南部にある中蒲原郡亀田町の出店計画は2002年（平成14年）秋に具体化し始めていた。
2007年（平成19年）10月26日に「イオン新潟南ショッピングセンター」として開業。
イオンはかつて、亀田町五月町に「ジャスコ亀田店」（店舗面積約2,360m2）を出店しており、亀田地区への再進出となった。
2011年（平成23年）から進められたイオンの大型ショッピングセンターの名称の「イオンモール」への統一に伴い、同年11月21日に「イオン新潟南ショッピングセンター」から名称が変更された。
2013年（平成25年）11月からイオンリテールの運営していた大型ショッピングセンターをイオンモールの運営に委託することになったことに伴い、同社の管理運営に移行した。
核店舗の「ジャスコ」は2011年（平成23年）3月1日、イオングループの総合スーパーをイオンに店名統一することに伴って「イオン」に改称することになった。
その他にも、シネマコンプレックスの「ワーナー・マイカル・シネマズ」は運営会社の「ワーナー・マイカル」が「イオンシネマズ」と2013年（平成25年）7月1日に合併して「イオンエンターテイメント」となるのに伴い、劇場名を「イオンシネマ」に変更することになった。
2024年（令和6年）には大規模リニューアルが実施され、このリニューアルが一段落する同年9月20日に「イオンモール新潟亀田インター」に改称された。

## 沿革
- 2006年（平成18年）10月31日：新潟市に新設を届出
- 2007年（平成19年）10月26日：開業[1][16]
- 2011年（平成23年）
  - 3月1日：「ジャスコ」を「イオン」に名称変更[12]
  - 11月21日：「イオン新潟南ショッピングセンター」を「イオンモール新潟南」に名称変更[5]
- 2013年（平成25年）11月：イオンモール株式会社に管理・運営移管[11]
- 2020年（令和2年）3月19日：リニューアルオープン[17]。中核店舗をイオン新潟南店から、イオンスタイル新潟南に転換。
- 2024年（令和6年）9月20日：「イオンモール新潟亀田インター」に名称変更[14]。中核店舗のイオンスタイルも「イオンスタイル新潟亀田インター」に名称変更[14]。

## 主なテナント

### 1階
- イオンスタイル新潟亀田インター[18]
- H&M[18]
- 無印良品[18]
- カメラのキタムラ[18]
- QBハウス[18]
- イオンモール新潟南郵便局

### 2階
- 未来堂書店[18]
- Right-on[18]
- ノジマ[18]
- タワーレコード[18]
- スタジオアリス[18]
- JTB[18]

### 3階
- イオンシネマ新潟亀田インター（9スクリーン）[19]
- ユニクロ[18]

### イオンシネマ新潟亀田インター
イオンモール新潟亀田インター3階に所在する9スクリーン／1,459席を擁するイオンエンターテイメントが運営するシネマコンプレックス。
2007年10月26日に「ワーナー・マイカル・シネマズ新潟南」として開業。2013年7月1日に運営会社の合併に伴い「イオンシネマ新潟南」に変更。2024年10月23日にはイオンモールの名称の変更に伴って現名称に変更。
2021年2月28日に約 1.5 倍の広さを確保し、パーテーションを設置した「アップグレードシート」（以下表、US）を全スクリーンに新設した。
| No. | 座席数 | 座席数 | 座席数 | 備考                         |
| No. | 通常   | US     | 車椅子 | 備考                         |
| --- | ------ | ------ | ------ | ---------------------------- |
| 1   | 268    | 16     | 4      | 3Dデジタル対応、IMAXシアター |
| 2   | 195    | 13     | 2      | 3Dデジタル対応               |
| 3   | 100    | 13     | 2      |                              |
| 4   | 100    | 13     | 2      |                              |
| 5   | 78     | 11     | 2      |                              |
| 6   | 117    | 16     | 2      |                              |
| 7   | 117    | 16     | 2      |                              |
| 8   | 73     | 7      | 2      |                              |
| 9   | 163    | 12     | 2      | 3Dデジタル対応               |

## アクセス方法

### 路線バス
SC建物南側にはバスロータリーが設けられており、新潟駅からは路線バス（S6 長潟線・S8 京王団地線）、亀田駅からはコミュニティバス（■江南区区バス・■カナリア号）が発着している。

### 自家用車
敷地内駐車場：4,000台、駐輪場：630台
- 日本海東北自動車道 新潟亀田ICから市道弁天線・亀田工業団地方面
- 国道49号（亀田バイパス）姥ヶ山IC・鵜ノ子IC

## 近隣のイオンモール
- イオンモール新発田